# جمعية الفلاسفة
جمعية الفلاسفة هو واحد من أقدم النصوص الخيميائية الأوروبية، تُرجِم في الأصل من العربية، مثل غاية الحكيم. يُعتقَد بأنه قد كتب تقريبًا عام 900 م.

## النص
نقلاً عن بلسنر: «إن كتاب جمعية الفلاسفة، المكتوب في عام 900 ميلاديًّا، هو مخطط جيد، ومن وجهة نظر أدبية، محاولة رائعة لوضع الخيمياء اليونانية في اللغة العربية وتكييفها مع العلوم الإسلامية». يشارك تسعة فلاسفة في المناقشة، بمجرد نسخ النص إلى اللغة العربية الأصلية للنص: أناكسيماندر، وأنكسيمانس، وأناكساغوراس، وأمبادوقليس، وأرخلاوس الأثيني، وليوكيبوس، وإكفانتوس، وفيثاغورس، وزينوفانيس. في حين أن تصريحات الفلاسفة تختلف عادة عن المعتقدات المعروفة لما قبل سقراط، إلا أنها عادة ما يمكن التعرف عليها على أنها نتاج للفلسفة اليونانية. يناقشون المسألة، وكيف يتصرفون، ويربطونها بعلم الكونيات، مع ثلاث أطروحات قدمها زينوفانيس في خطابه الختامي، ونقلًا عن بلسنر هي:
1. خالق العالم هو الله، إله الإسلام.
2. العالم ذو طبيعة موحدة.
3. كل مخلوقات العالم العلوي والسفلي تتكون من العناصر الأربعة.

## التأريخ
يجادل بلسنر بأن كتاب جمعية الفلاسفة كُتب حوالي 900 ميلادي، بناءً على المنطق التالي. أقدم نص معروف يقتبس من جمعية الفلاسفة هو كتاب الماء الورقي لابن أوميل، الذي توفي في منتصف القرن العاشر. في المقابل، يمكن استبعاد أي تاريخ يسبق عام 900 م، من خلال رسمة في نص السم المخبأ في جسد المرأة، والذي يقتل تنينًا باحتضانها. إذ وصلت الأسطورة الهندوسية عن البكر المسمومة التي تقتل الرجال باحتضانها إلى الأدب العربي في النصف الأول من القرن التاسع، مع ترجمة كتاب السم إلى اللغة العربية المنسوبة إلى كاناكيا الهندي.